# Сімоне Ванні
Сімоне Ванні (італ. Simone Vanni, нар. 16 лютого 1979, Піза, Італія) — італійський фехтувальник на рапірах, олімпійський чемпіон 2004 року, триразовий чемпіон світу та чотириразовий чемпіон Європи.

## Виступи на Олімпіадах
| Олімпіада  | Дисципліна           | Місце |
| ---------- | -------------------- | ----- |
| Афіни 2004 | індивідуальна рапіра | 5     |
| Афіни 2004 | командна рапіра      | 1     |